# Fethiye (district)
Fethiye is een Turks district in de provincie Muğla en telt 173.426 inwoners (2007). Het district heeft een oppervlakte van 2.955,08 km². Hoofdplaats is Fethiye.
De bevolkingsontwikkeling van het district is weergegeven in onderstaande tabel.
| 1997    | 2000    | 2007    |
| ------- | ------- | ------- |
| 142.557 | 154.209 | 173.426 |

## Gemeenten in het district
Beldeler: Çamköy • Çiftlik • Eşen • Göcek • Kadıköy • Karaçulha • Karadere • Kemer • Kumluova • Ölüdeniz • Seki • Yeşilüzümlü

## Plaatsen in het district
Köyler: Alaçat • Arifler • Arpacık • Arsa • Atlıdere • Bağlıağaç • Bayırköy • Bekçiler • Boğalar • Boğaziçi • Bozyer • Ceylan • Çaltılar • Çaltıözü • Çamurköy • Çatak • Çayan • Çaykenarı • Çenger • Çobanisa • Çobanlar • Çökek • Çukurincir • Demirler • Dereköy • Dodurga • Doğanlar • Döğer • Eldirek • Esenköy • Girmeler • Gökben • Gökçeovacık • Gölbent • Güneşli • Hacıosmanlar • İncirköy • İnlice • İzzettin • Kabaağaç • Karaağaç • Karacaören • Karaköy • Kargı • Kayabaşı • Kayacık • Kayadibi • Kayaköy • Keçiler • Kıncılar • Kınık • Kızılbel • Korubükü • Koru • Minare • Ortaköy • Ören • Paşalı • Sahilceylan • Sarıyer • Seydiler • Söğütlü • Söğütlüdere • Temel • Uğurlu • Uzunyurt • Yakabağ • Yakacık • Yaka • Yanıklar • Zorlar
Bodrum · Dalaman · Datça · Fethiye · Kavaklıdere · Köyceğiz · Marmaris · Milas · Muğla · Ortaca · Ula · Yatağan